# Abbaye Sainte-Marie de la vallée de Josaphat
ne pas confondre avec l'Abbaye Notre-Dame de Josaphat
L'abbaye Sainte-Marie de la vallée de Josaphat était un monastère bénédictin, située à l'est de la vieille ville de Jérusalem.

## Historique
L'abbaye Sainte-Marie fut fondée par Godefroy de Bouillon sur le site présumé de la tombe de la Vierge Marie, près d'une église byzantine contenant le sanctuaire de l'Assomption de Marie, le sépulcre de la Vierge Marie. Il la confia aux Bénédictines de Cluny.
Les premiers moines faisaient partie de l'entourage de Godefroy.
Arnoul de Chocques la rénova en 1112. Morfia de Malatya, épouse du roi Baudouin II de Jérusalem y fut enterrée, créant la coutume par laquelle les reines de Jérusalem étaient inhumées seules, tandis que leurs maris étaient ensevelis dans l'église du Saint-Sépulcre.
En 1120, Baudouin II nomma abbé son cousin Gilduin du Puiset, fils de Hugues Ier du Puiset.
Les croisés ont reconstruit l'église supérieure aux environs de 1130, mais elle fut détruite par Saladin, ainsi que le monastère, après 1187. Des éléments de l'église supérieure servirent aux murailles de Jérusalem.
La reine Mélisende de Jérusalem offrit à l'abbaye le village de Casracos, y fut également enterrée.
En 1999, des recherches archéologiques y mirent au jour la grande peinture du réfectoire avec plusieurs inscriptions, exposée depuis 2010 au musée d’Israël. Il s'agissait d'une déesis (« supplication » en grec), iconographie dans laquelle Marie et Jean-Baptiste prient Jésus au nom de l’humanité, pour le pardon.